# Ciclismo en los Juegos Suramericanos de 2014 – Cross-country femenino
La prueba de Cross Country Femenino de ciclismo de montaña en Santiago 2014 se llevó a cabo el 15 de marzo de 2014 en el Circuito de Mountain Bike Santiago 2014. Participaron en la prueba 10 ciclistas.

## Resultados
| Rank              | Nacionalidad | Ciclista              | Tiempo Total | Diferencia |
| ----------------- | ------------ | --------------------- | ------------ | ---------- |
| Medalla de oro    | Argentina    | Agustina Apaza        | 01:26:22     |            |
| Medalla de plata  | Brasil       | Raiza Goulão          | 01:29:05     | +0:02:43   |
| Medalla de bronce | Colombia     | Ángela Parra          | 01:29:26     | +0:03:04   |
| 4                 | Ecuador      | Alexandra Serrano     | 01:32:55     | +0:06:33   |
| 5                 | Argentina    | Inés Gutiérrez        | 01:33:31     | +0:07:09   |
| 6                 | Brasil       | Isabel Moreira        | 01:34:30     | +0:08:08   |
| 7                 | Ecuador      | Michaela Molina       | 01:37:18     | +0:10:56   |
| 8                 | Chile        | María Fernanda Castro | 01:38:31     | +0:12:09   |
| 9                 | Colombia     | Laura Abril           | 01:40:00     | +0:13:38   |
| 10                | Chile        | Carla Ewert           | 01:42:17     | +0:15:55   |